# Villarroya (La Rioja)
Villarroya település Spanyolországban, La Rioja autonóm közösségben. Villarroya Cornago, Muro de Aguas, Arnedo, Quel, Grávalos és Igea községekkel határos. Lakosainak száma 4 fő (2024).

## Népesség
A település népessége az elmúlt években az alábbi módon változott:
| Lakosok száma | 9    | 9    | 9    | 10   | 9    | 8    | 5    | 5    | 5    | 4    |
|               | 2001 | 2004 | 2007 | 2009 | 2012 | 2014 | 2017 | 2019 | 2022 | 2024 |